# Montevarchi
Montevarchi – miejscowość i gmina we Włoszech, w regionie Toskania, w prowincji Arezzo.
Według danych na styczeń 2009 gminę zamieszkiwało 23 919 osób przy gęstości zaludnienia 421,5 os./1 km².

## Miasta partnerskie
- Betlejem
- Bir Lehlu
- Kanougou
- Kitzingen
- Rahat
- Roanne